# Phytoecia basilewskyi
Phytoecia basilewskyi är en skalbaggsart som beskrevs av Stefan von Breuning 1950. Phytoecia basilewskyi ingår i släktet Phytoecia och familjen långhorningar. Inga underarter finns listade i Catalogue of Life.